# Saint-Laurent-sur-Sèvre
Saint-Laurent-sur-Sèvre és un municipi francès del departament de la Vendée, a la regió del País del Loira.